# Poslední hradní pán
Poslední hradní pán (v originále Beszterce ostroma – tzn. Obležení Bystřice) je román od maďarského spisovatele Kálmána Mikszátha vydaný v roce 1895 (česky 1955, překlad Karel Letenský). Inspiruje se skutečnými událostmi z 19. století, sám autor o tomto díle prohlásil, že všechno v něm nepravděpodobné je pravda. Román byl dvakrát zfilmován, poprvé roku 1948, druhé zpracování – televizní seriál – je z roku 1976. Podle románu napsal operu Obléhání Bystrice slovenský skladatel Ján Cikker (premiéra roku 1983).

## Děj
Příběh se odehrává na autorově rodném Slovensku někdy v 19. století. Hlavní postavou je hrabě Štěpán Pongrácz, který je poněkud podivínský. Svůj zámek má zařízený jako ve středověku, sluhové musí mít dobové oblečení, zbroj i chování. Hrabě se nedokáže smířit, že žije v moderní době a tak si vytváří svůj svět. Nechce se oženit, ale přesto podlehne radám svých známých, aby na hrad přivedl hradní paní. Pongrácz uposlechne a z jakéhosi cirkusu vykoupí akrobatku Estellu, aby mohl říci, že má jeho hrad hradní paní. Jiný účel v tom není. Estella se však snaží dostat do Pongráczovy přízně, myslí si, že by si ji mohl vzít a ona by pak po něm dědila. To se však mýlí. Nakonec tedy uteče s Pongráczovo synovcem, baronem Karlem Behenczym do Banské Bystrice. Hrabě do tohoto města pošle žádost, aby mu Estellu vydali, že je jeho majetkem, ale úředníci na radnici se mu vysmějí. Rozhodne se tedy, že město dobyde.
Druhá dějová linie vypráví příběh dvou bratrů Trnowských ze Žiliny, kteří se střídavě starají o Apolku, dceru jejich třetího, zemřelého bratra. Apolka však nakonec uteče a ujme se jí starosta. Tou dobou táhne přes Žilinu „vojsko“ Štěpána Pongrácze. Starosta spolu s Pongráczovým příbuzným chce zamezit, aby se hrabě do Bystřice dostal, to by byla jeho vstupenka do blázince. Proto se rozhodnou – coby delegace z Bystřice – předat mu Apolku do zástavy místo Estelly. Vědí, že u hraběte jí bude dobře. Ten je spokojen a vrací se domů. O Apolku se stará jako o vlastní dceru a léta klidně plynou dál, dokud na hrad nepřijede Miroslav, Apolčin snoubenec. Pongrácz ho dá vsadit do šatlavy, což pochopitelně nesmí. O chování pološíleného hraběte se dozvídají úřady. Miroslavovi se podaří uniknout a vydá se hledat Estellu, aby ji mohl vyměnit za svou snoubenku. Najde ji a při zpáteční cestě na hrad potkávají četníky, kteří jedou hraběte zatknout. Když dorazí na zámek, zjistí, že se hrabě Štěpán Pongrácz právě otrávil.